# Łowca dusz
Łowca dusz (jap. 仙界伝 封神演義 Senkai-den hōshin engi) – manga autorstwa Ryu Fujisakiego (znana również pod nazwą Soul Hunter). Fujisaki został zainspirowany antyczną chińską powieścią Fēngshén yǎnyì. Manga była drukowana w magazynie „Shūkan Shōnen Jump” w latach 1996–2000. Na jej podstawie powstała seria anime.
W Polsce anime było emitowane przez RTL7 od 2001 roku i TVN Siedem od 2002 roku. Lektorem był Paweł Siedlik.

## Fabuła
Zaniepokojeni Bogowie z góry KunLun obserwują chaos w jakim zaczyna się pogrążać świat zwykłych śmiertelników po tym, jak ich władca zostaje opętany przez złe moce czarownicy Da Ji. Wysyłają młodego czarodzieja lekkoducha imieniem TaiKun, aby pokonał złych czarodziejów oraz Da Ji – przyczyny nieszczęść i głodu w świecie ludzi.

## Anime
| #  | Tytuł                                                                             | Premiera             |
| -- | --------------------------------------------------------------------------------- | -------------------- |
| 01 | Niezwykła misja (太公望、封神計画を授かる)                                        | 3 lipca 1999         |
| 02 | Pierwszy pojedynek (太公望、最初の封神す)                                         | 10 lipca 1999        |
| 03 | Android zwany Naza (陳塘関に宝貝人間出現す)                                       | 17 lipca 1999        |
| 04 | Wielka tajemnica Nazy (陳塘関の蓮桃大戦)                                          | 24 lipca 1999        |
| 05 | Czcigodny Hi-Chan ucieka ze Stolicy (西伯侯姫昌朝歌を脱出す)                      | 31 lipca 1999        |
| 06 | Wojownik rzucający pioruny (雷震子、起風発雷す)                                   | 7 sierpnia 1999      |
| 07 | Pojmanie Królowej Chiang (皇后姜妃、逆賊として囚われる)                           | 14 sierpnia 1999     |
| 08 | Wyzwanie Jang Toe (太公望、楊戩に試される)                                        | 21 sierpnia 1999     |
| 09 | Bunt Generała Fun Faze (黄飛虎、造反を決意す)                                     | 28 sierpnia 1999     |
| 10 | Granica Lindof (臨潼関に快男児あらわる)                                           | 4 września 1999      |
| 11 | Straszliwa broń (太公望、黄飛虎と出会う事)                                        | 11 września 1999     |
| 12 | Generał Fun Faze staje do walki z Kapitanem Wenzonem (黄飛虎、聞仲、街道に対決す) | 18 września 1999     |
| 13 | Tai Kun spotyka Czcigodnego Hi-Chana (太公望、西伯侯姫昌と邂逅す)                 | 25 września 1999     |
| 14 | Armia Zachodniego Regionu wyrusza w bój (西岐軍、北へ出陣す)                      | 2 października 1999  |
| 15 | Walka z Bóstwami Opiekuńczymi (四聖猛攻)                                          | 9 października 1999  |
| 16 | Polowanie na duszę Opiekuńczych Bóstw (四聖封神)                                  | 16 października 1999 |
| 17 | Pieśń płynąca prosto z serca (弦、崇城に流るる事)                                 | 23 października 1999 |
| 18 | Powrót Książąt (兄弟、荒野に帰還す)                                               | 30 października 1999 |
| 19 | Stolica w ogniu (朝歌炎上)                                                        | 6 listopada 1999     |
| 20 | Upadek dynastii Jin (殷王朝滅亡す)                                                | 13 listopada 1999    |
| 21 | Uwięzienie duszy Da Ji (妲己封神)                                                 | 20 listopada 1999    |
| 22 | Bitwa na górze Kun Lun (崑崙山攻防戦)                                             | 27 listopada 1999    |
| 23 | Tai Kun popada w tarapaty (太公望、玉虚宮に進退極まる)                            | 4 grudnia 1999       |
| 24 | Wielki Mistrz ukazuje Tai Kunowi przyszłość (元始天尊、太公望に未来を見せる事)    | 11 grudnia 1999      |
| 25 | Wspomnienia Tai Kuna (太公望、追憶の川に釣り針を降ろす事)                         | 18 grudnia 1999      |
| 26 | Tai Kun wskazuje drogę sprawiedliwości (太公望、道を示す事)                       | 25 grudnia 1999      |